# Ladimirevci
Ladimirevci ist ein altes Dorf in Slawonien, im Osten Kroatiens, am Fluss Karašica. Es gehört politisch zur Stadt Valpovo.

## Geographie
Die Gegend ist eher flach und wird oft als „Getreidespeicher Kroatiens“ bezeichnet, da im Laufe der Zeit die früher vorherrschenden Eichenwälder in Ackerland umgewandelt wurden. Ladimirevci war nie ein reiches Dorf. Sein Ackerland ist schlecht, dazu sehr oft durch Hochwasser überschwemmt.
In diesem Teil Kroatiens herrscht das kontinentale Klima.

## Bevölkerung
Ladimirevci ist mit 1.662 Einwohnern (Stand 2001) die nach dem Hauptort zweitgrößte Ortschaft auf dem Gebiet der Stadt Valpovo. Über 90 % der Einwohner sind Katholiken.

## Geschichte
Die Siedlung, aus der das heutige Dorf Ladimirevci entstanden ist, wurde erstmals 1333 urkundlich erwähnt. 1392 wurde die Siedlung teilweise in Richtung Karašica verlegt und erhielt dabei ihren heutigen Namen.
1543 eroberten die Osmanen das Valpovo-Gebiet und hielten es für die nächsten 144 Jahre in ihrem Besitz. An der Wende vom 17. zum 18. Jahrhundert fanden starke Migrationen statt, erst nach dem Jahr 1702 stabilisierte sich die Einwohnerstruktur in Ladimirevci, aus dieser Zeit stammen die alten Familiennamen wie Prečić, Kučinac, Vujnovac, Sušić und Ivanović. 1721 wurde das ganze Gebiet als Grundbesitz dem Baron P. A. Hillerprand a Prandau zugeteilt. Die einheimischen Bauern wurden zu Leibeigenen der Familie Prandau-Norman. 1848 schaffte Joseph Jelačić von Bužim die Leibeigenschaft ab. Ab 1945 wurden von der kommunistischen Regierung die bis dahin bestehenden Sozial- und Vermögensverhältnisse grundsätzlich verändert.
Ende des 19. und Anfang des 20. Jahrhunderts wanderten Deutsche aus dem Bačka-Gebiet (heute Serbien) ein. Vor dem Zweiten Weltkrieg machen die Deutschen 16 % der Bevölkerung in Ladimirevci aus.
Nach den Jahren des Sozialismus und der Kollektivierung von 1945 bis 1953 gelang es erst ab 1960, das Dorf weiterzuentwickeln. So wurde es 1963 elektrifiziert. Danach begannen die Ortsbewohner mit eigenem Geld und mit eigener Arbeit Verkehrswege, Kulturheime, Ladengeschäfte, ein Kino und anderes zu bauen. Das größte Gebäude, die Schule wurde 1988 errichtet.
Das am 25. Mai 1997 in Ladimirevci eröffnete SOS-Kinderdorf war nach dem in Lekenik das zweite in Kroatien. Diese Anerkennung begrüßten die Ortsbewohner als Ermutigung und Anregung zur Bewahrung der Tradition, Kultur und geistigen Werte dieser Gegend.

## SOS-Kinderdorf
Das SOS-Kinderdorf ist eine unabhängige, nicht-staatliche, soziale Organisation, die bedürftigen Kindern in 132 Ländern und Territorien eine langfristige, familiennahe Betreuung bietet. Die offizielle Eröffnung des SOS-Kinderdorfes Ladimirevci fand am 25. Mai 1997 im Beisein von Helmut Kutin, dem Präsidenten von SOS-Kinderdorf International, sowie zahlreichen Ehrengästen statt.
Das SOS-Kinderdorf Ladimirevci wurde im für Slawonien typischen Stil erbaut: Man errichtete die sechzehn Familienhäuser entlang einer „Hauptstraße“. Ein Gemeindehaus, eine Werkstatt, ein Sport- und Spielplatz, ein Verwaltungsbereich sowie Häuser für den Dorfleiter und die SOS-Tanten, die die SOS-Kinderdorf-Mütter unterstützen und sie im Falle ihrer Abwesenheit vertreten, gehören ebenfalls zur Infrastruktur des SOS-Kinderdorfes. Bis zu 104 Kinder werden hier von ihren SOS-Kinderdorf-Müttern betreut, die von SOS-Tanten, dem Dorfleiter, einem pädagogischen Berater und einem Dorfmeister unterstützt werden.
In diesem Kinderdorf bleiben die Kinder bis zum Ende ihrer Grundschulzeit, danach werden sie in einer SOS-Jugendeinrichtung in Osijek untergebracht.

## Bekannte Personen aus Ladimirevci
Die bekannteste Person aus Ladimirevci ist der Schauspieler Fabijan Šovagović. Er wurde 1932 in Ladimirevci geboren und starb im Jahr 2001 in Zagreb, wo er auch beigesetzt wurde. Er spielte im Theater und in sehr vielen Filmen. Seine bekanntesten Rollen waren in den Theatervorstellungen „Lenjin“, „Skup“, „Dundo Maroje“ und in den TV-Serien „Prosjaci i sinovi“, „Kuda idu divlje svinje“, „U registraturi“ und „Đuka Begović“. Auch sein Sohn Filip Šovagović und seine Tochter Anja Šovagović - Despot sind bekannte Schauspieler.